# 1881 w muzyce
Wydarzenia muzyczne w 1881 roku.

## Wydarzenia
- 4 stycznia – we Wrocławskim Domu Koncertowym miała miejsce premiera „Academic Festival Overture” op.80 Johannesa Brahmsa[1][2][3]
- 6 stycznia – w Pradze odbyła się premiera „Polka for Prague Students” B.114 Antonína Dvořáka[1][2][4]
- 7 stycznia – w bostońskiej Music Hall miała miejsce premiera walca „Schön München” George’a Whitefielda Chadwicka[1][2]
- 11 stycznia – odbyła się premiera String Quartet No.1 Aleksandra Borodina[1][2]
- 16 stycznia – w hawańskim Teatro Avellandeda miała miejsce premiera „Rapsodia Cubana” op.66 Isaaca Albéniza[1][2]
- 22 stycznia – w Paryżu odbyła się premiera „Poème d’un jour” op.21 Gabriela Fauré[1][2]
- 23 stycznia
  - w Wiener Musikverein miała miejsce premiera „Spitzentuch-Quadrille” op.392 Johanna Straussa (syna)[1][2]
  - w paryskim Cirque d'hiver miała miejsce premiera „Une Nuit à Lisbonne” op.63 Camille'a Saint-Saënsa[1][2]
- 27 stycznia – odbyła się premiera „Souvenez-vous, Vierge Marie!” Jules’a Masseneta[1][2]
- 29 stycznia – w Paryżu odbyła się premiera dwóch pieśni: „Nell” op.18/1 oraz „Automne” op.18/3 Gabriela Fauré[1][2]
- 31 stycznia – w Konserwatorium Paryskim miała miejsce premiera „Jeanne d’Arc” Ernesta Chaussona[1][2]
- 2 lutego – w Hadze odbyła się premiera dwóch pieśni: „Der Frühling” op.6/2 oraz „Nachwirkung” op.6/3 Johannesa Brahmsa[1][2]
- 5 lutego – w londyńskim Pałacu Kryształowym po raz pierwszy wykonano w całości I symfonię Franza Schuberta[1][2]
- 6 lutego – w hanowerskim Hoftheater miała miejsce premiera opery The Veiled Prophet of Khorassan Charlesa Villiersa Stanforda[1][2][5]
- 10 lutego – w paryskim Théâtre national de l’Opéra-Comique odbyła się premiera opery Opowieści Hoffmanna Jacques’a Offenbacha[1][2][6]
- 12 lutego – w Sankt Petersburgu odbyła się premiera drugiej, standardowej wersji II symfonii op.17 Piotra Czajkowskiego[1][2][7]
- 14 lutego – w Wiedniu odbyła się premiera „Walpurgisnacht” op.75/4 Johannesa Brahmsa[1][2][8]
- 19 lutego – w londyńskim Pałacu Kryształowym miała miejsce premiera kompletnej III symfonii D.200 Franza Schuberta[1][2]
- 22 lutego – w wiedeńskiej Sophiensaal miała miejsce premiera polki „Stürmisch in Lieb' und Tanz” op.393 Johanna Straussa (syna)[1][2]
- 25 lutego
  - w petersburskim Teatrze Maryjskim miała miejsce premiera opery Dziewica Orleańska Piotra Czajkowskiego[1][2][9]
  - w Paryżu odbyła się premiera pierwszych dwóch z trzech romansów „3 Romances sans paroles” op.17 Gabriela Fauré[1][2]
- 6 marca – w Wiener Musikverein miała miejsce premiera polki „Liebchen, schwing' Dich!” op.394 Johanna Straussa (syna)[1][2]
- 15 marca – w Paryżu odbyła się premiera kantaty Rébecca Césara Francka[1][2][10]
- 25 marca – w Pradze odbyła się premiera VI symfonii op.60 Antonína Dvořáka[1][2][11]
- 26 marca – w monachijskim hotelu Augsburger Hof miała miejsce premiera marsza „Festmarsch” op.1 Richarda Straussa[1][2][12]
- 27 marca – w paryskim Cirque d'hiver de Paris miała miejsce premiera „Tarentelle” Georges’a Bizeta[1][2]
- 1 kwietnia – w paryskiej Opéra Garnier miała miejsce premiera opery Le tribut de Zamora Charles’a Gounoda[1][2][13]
- 22 kwietnia – w Bostonie odbyła się premiera „The Viking’s Last Voyage” George’a Whitefielda Chadwicka[1][2]
- 23 kwietnia

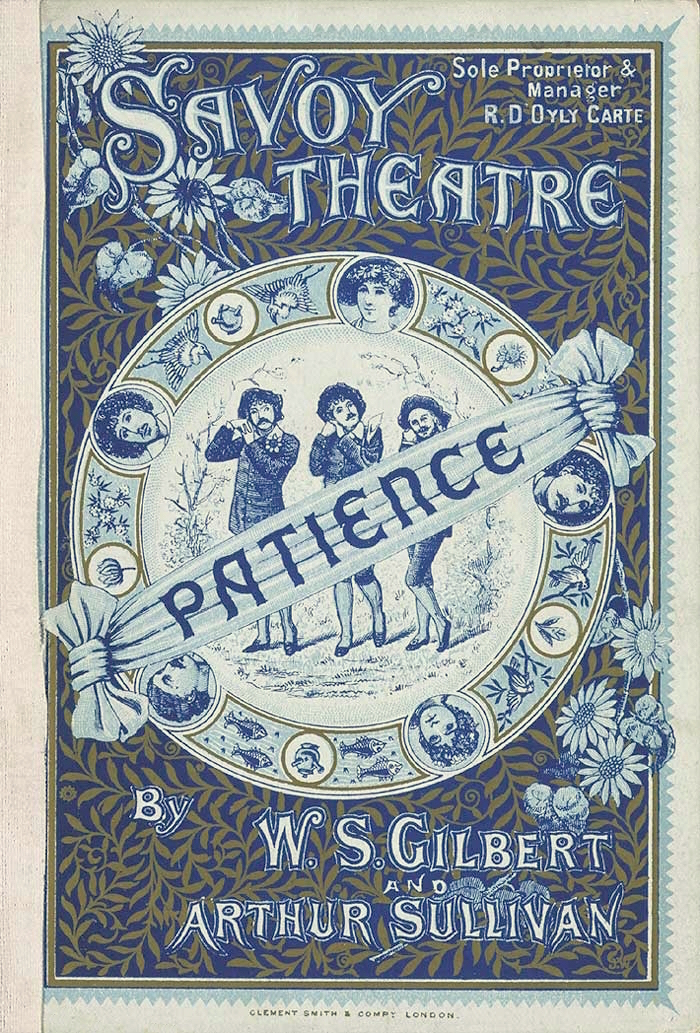
Pamiątkowy program do opery Patience

- - w londyńskiej Opera Comique miała miejsce premiera opery Patience Arthura Sullivana[1][2][14]
  - w Paryżu odbyła się premiera „Ballade” op.19 Gabriela Fauré[1][2]
- 7 maja
  - w wiedeńskim Hofburgu miała miejsce premiera „Myrtenblüten” op.395 Johanna Straussa (syna)[1][2]
  - w Paryżu odbyła się premiera „Le voyageur” op.18/2 Gabriela Fauré[1][2]
- 9 maja – w Budapeszcie odbyła się premiera „Mephisto Waltz No.2” S.515 Ferenca Liszta[1][2]
- 10 maja
  - w wiedeńskim Theater an der Wien miała miejsce premiera „Jubelfest-Marsch” op.396 Johanna Straussa (syna)[1][2]
  - w paryskim Théâtre de la Renaissance miała miejsce premiera opery Mam'zelle Moucheron Jacques’a Offenbacha[1][2]
- 3 czerwca – w wiedeńskim Wiener Musikverein miała miejsce instrumentalna premiera „Burschenwanderung” op.389 Johanna Straussa (syna)[1][2]
- 11 czerwca – w Teatrze Narodowym w Pradze miała miejsce premiera opery Libusza Bedřicha Smetany[1][2][15]
- 4 września – w Villerville odbyła się premiera Messe basse Gabriela Fauré[1][2]
- 2 października – w Nowym Czeskim Teatrze w Pradze miała miejsce premiera opery The Stubborn Lovers op.17 Antonína Dvořáka[1][2][16]
- 30 października – w Sankt Petersburgu odbyła się premiera „Serenade for String Orchestra” op.48 Piotra Czajkowskiego[1][2][17]
- 3 listopada – w Katedrze św. Pawła w Londynie miała miejsce premiera motetu „Awake My Heart” op.16 Charlesa Villiersa Stanforda[1][2]
- 9 listopada – w budapesztańskiej Redoutensaal miała miejsce premiera Piano Concerto No.2 op.83 Johannesa Brahmsa[1][2][18]
- 12 listopada
  - w Sankt Petersburgu odbyła się premiera pieśni „Softly the Spirt Flew up to Heaven” op.47/2 Piotra Czajkowskiego[1][2]
  - w nowojorskiej Academy of Music miała miejsce premiera II Koncertu fortepianowego op.44 Piotra Czajkowskiego[1][2][19]
- 25 listopada – w wiedeńskim Teatrze nad Wiednią miała miejsce premiera operetki Wesoła wojna Johanna Straussa (syna)[1][2][20]
- 26 listopada – w Sankt Petersburgu odbyła się premiera pieśni „I Bless You, Forests” op.47/5 Piotra Czajkowskiego[1][2]
- 6 grudnia – w Zurychu odbyła się premiera „Nänie” op.82 Johannesa Brahmsa[1][2][21]

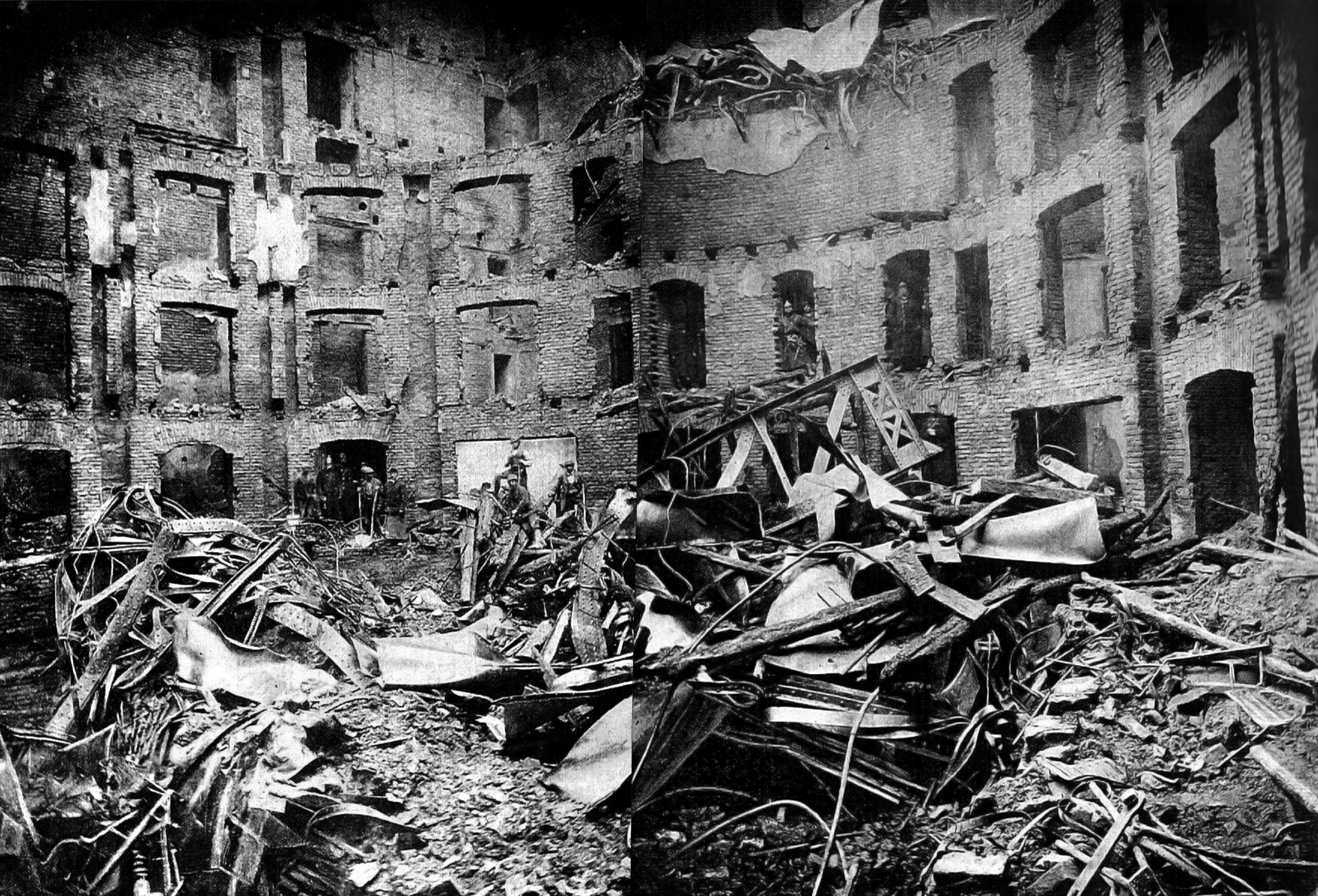
Ruiny spalonego Ringtheater

- 8 grudnia – pożar w wiedeńskim Ringtheater; zginęło ok. 400 osób[1][2][22]
- 14 grudnia
  - w Strasburgu odbyła się premiera pieśni „An eine Äolsharfe” op.19/5 Johannesa Brahmsa[1][2]
  - w Trieście odbyła się premiera String Quartet No.9 op.34 Antonína Dvořáka[1][2][23]
- 19 grudnia – w brukselskim Théâtre de la Monnaie odbyła się prapremiera opery Herodiada Jules’a Masseneta[1][2][24]
- 25 grudnia – w Rzymie odbyła się premiera pieśni „O heilige Nacht” S.49 Ferenca Liszta[1][2]

## Urodzili się
- 1 stycznia – Marian Palewicz, polski aktor teatralny i filmowy, śpiewak operowy (baryton) i reżyser teatralny (zm. 1939)
- 18 stycznia – Józef Krudowski, polski kompozytor, dyrygent, pedagog muzyczny (zm. 1943)
- 6 lutego – Karl Weigl, austriacki kompozytor (zm. 1949)
- 12 lutego – Anna Pawłowa, rosyjska tancerka baletowa (zm. 1931)
- 18 lutego – Zygmunt Mossoczy, polski śpiewak operowy (bas) (zm. 1962)
- 19 lutego – Armin Knab, niemiecki kompozytor (zm. 1951)
- 22 lutego – James Reese Europe, amerykański mandolinista jazzowy, kompozytor i kierownik zespołu (zm. 1919)
- 18 marca – Paul Le Flem, francuski kompozytor i krytyk muzyczny (zm. 1984)
- 23 marca – Egon Petri, niemiecki pianista i pedagog pochodzenia holenderskiego (zm. 1962)
- 25 marca – Béla Bartók, węgierski kompozytor i pianista (zm. 1945)
- 20 kwietnia
  - Sem Dresden, holenderski kompozytor, dyrygent i pedagog muzyczny (zm. 1957)
  - Nikołaj Miaskowski, rosyjski kompozytor (zm. 1950)
- 11 maja – Jan van Gilse, holenderski kompozytor i dyrygent (zm. 1944)
- 18 maja – Georgi Atanasow, bułgarski kompozytor i dyrygent (zm. 1931)
- 1 czerwca – Margaret Matzenauer, amerykańska śpiewaczka pochodzenia węgierskiego (alt) (zm. 1963)
- 10 czerwca – Teodor Ryder, polski dyrygent i pianista żydowskiego pochodzenia (zm. 1944)
- 24 czerwca – Heinz Tietjen, niemiecki dyrygent i reżyser operowy (zm. 1967)
- 29 czerwca – Curt Sachs, niemiecki muzykolog, badacz muzyki antycznej i orientalnej (zm. 1959)
- 1 lipca – Józef Pasternak, polski dyrygent, pianista i altowiolista (zm. 1940)
- 17 lipca – Artur Argiewicz, amerykański skrzypek i pedagog polsko-żydowskiego pochodzenia (zm. 1966)
- 26 lipca – Jakub Bylczyński, polski pedagog, krytyk muzyczny, publicysta i działacz patriotyczny (zm. 1954)
- 29 lipca – Ignacy Dygas, polski śpiewak operowy (tenor), pedagog muzyczny (zm. 1947)
- 1 sierpnia – Stanisław Kazuro, polski kompozytor, dyrygent i pedagog, małżonek Margerity Trombini-Kazuro (zm. 1961)
- 4 sierpnia – Stanisław Tłoczyński, polski dyrygent chórów, kompozytor oraz ksiądz katolicki (zm. 1958)
- 19 sierpnia – George Enescu, rumuński kompozytor, skrzypek, pianista, dyrygent i pedagog (zm. 1955)
- 29 sierpnia – Edvin Kallstenius, szwedzki kompozytor (zm. 1967)
- 3 października – Ludomir Michał Rogowski, polski kompozytor i dyrygent (zm. 1954)
- 4 listopada – Gaby Deslys, francuska aktorka, piosenkarka i tancerka (zm. 1920)
- 16 listopada – Domenico Alaleona, włoski kompozytor i organista (zm. 1928)
- 17 listopada – Nazzareno de Angelis, włoski śpiewak operowy (bas) (zm. 1962)
- 24 listopada – Milan Zuna, czeski dyrygent (zm. 1960)
- 24 grudnia
  - Charles Wakefield Cadman, amerykański kompozytor (zm. 1946)
  - Bronisław Szulc, polski waltornista, dyrygent, kompozytor, autor opracowań muzycznych (zm. 1955)

Data dzienna nieznana
- Leon Jaworski, polski organista, dyrygent chórów, pedagog muzyczny (zm. 1939)

## Zmarli
- 30 stycznia – Jacques-Nicolas Lemmens, belgijski organista i kompozytor (ur. 1823)
- 23 marca – Nikołaj Rubinstein, rosyjski pianista i kompozytor, brat pianisty Antona Rubinsteina (ur. 1835)
- 28 marca – Modest Musorgski, rosyjski kompozytor (ur. 1839)
- 6 czerwca – Henri Vieuxtemps, belgijski wirtuoz skrzypiec i kompozytor (ur. 1820)
- 27 lipca – Johann Christian Lobe, niemiecki kompozytor, skrzypek, flecista i teoretyk muzyki (ur. 1797)
- 7 września – Sidney Lanier, amerykański muzyk i poeta (ur. 1842)
- 12 października – Paulina Rivoli, polska śpiewaczka operowa (sopran) (ur. 1823 lub 1817)
- 22 października – Jānis Cimze, łotewski kompozytor i pedagog (ur. 1814)
- 2 listopada – Jan Nepomucen Bobrowicz, polski kompozytor i wirtuoz muzyki gitarowej (ur. 1805)
- 27 listopada – Theobald Böhm, niemiecki wynalazca i muzyk, doprowadził do perfekcji współczesny flet koncertowy (ur. 1794)